# 维尔纳·克拉特
维尔纳·克拉特（德語：Werner Klatt，1948年12月21日—），德国男子赛艇运动员。他曾代表东德参加1976年夏季奥林匹克运动会赛艇比赛，获得男子八人单桨有舵手金牌。